# XE 변이
XE 변이는 2022년 1월 19일 영국에서 최초로 발견된 코로나19 변이이다.

## 혼합
오미크론 변이의 원형 BA.1과 현재 우세종인 BA.2(스텔스 오미크론)가 합쳐진 혼합변이이다. 현재 혼합변이 종류는 XA, XB, XC, XD, XE, XF, XG, XH, XJ, XK, XL, XM, XN, XP, XQ, XR, XS, XT, XU 이 외 4종등이다.

## 감염 사례
현재까지는 19개국에서 확인되었다. 하지만 대만인 확진된 환자는 체코에서 입국한 사실이 드러났다. 이는 체코에도 숨은 감염자가 있을 수 있다는 것이다.

## 국내
국내에서는 2건이 확인되었다.

## 우세종
WHO가 조사한 결과 BA.2보다 감염 증가율 우위가 9.8% 높은것으로 나타났고, 앤서니 파우치 미국 국립 알레르기·전염병 연구소 소장도 해당 변이 전염성이 BA.2보다 약 10% 높을것으로 추정했다. 이로서 XE 변이가 우세종이 될 가능성이 존재한다.